# Liste des meilleurs contreurs en NBA en playoffs
Cette page présente la liste des meilleurs contreurs en playoffs NBA en carrière.

## Explications
Actuellement, cinq joueurs de cette liste sont encore en activité. Les contres (blocks) sont comptabilisés depuis la saison NBA 1973-1974. Certaines statistiques de joueurs se trouvent être sous-évaluées, soit du fait de la non-prise en compte des contres durant une grande partie de leur carrière en NBA antérieure à 1973, soit du fait d'avoir évolué dans la ligue concurrente de l'époque, l'ABA.

## Classement

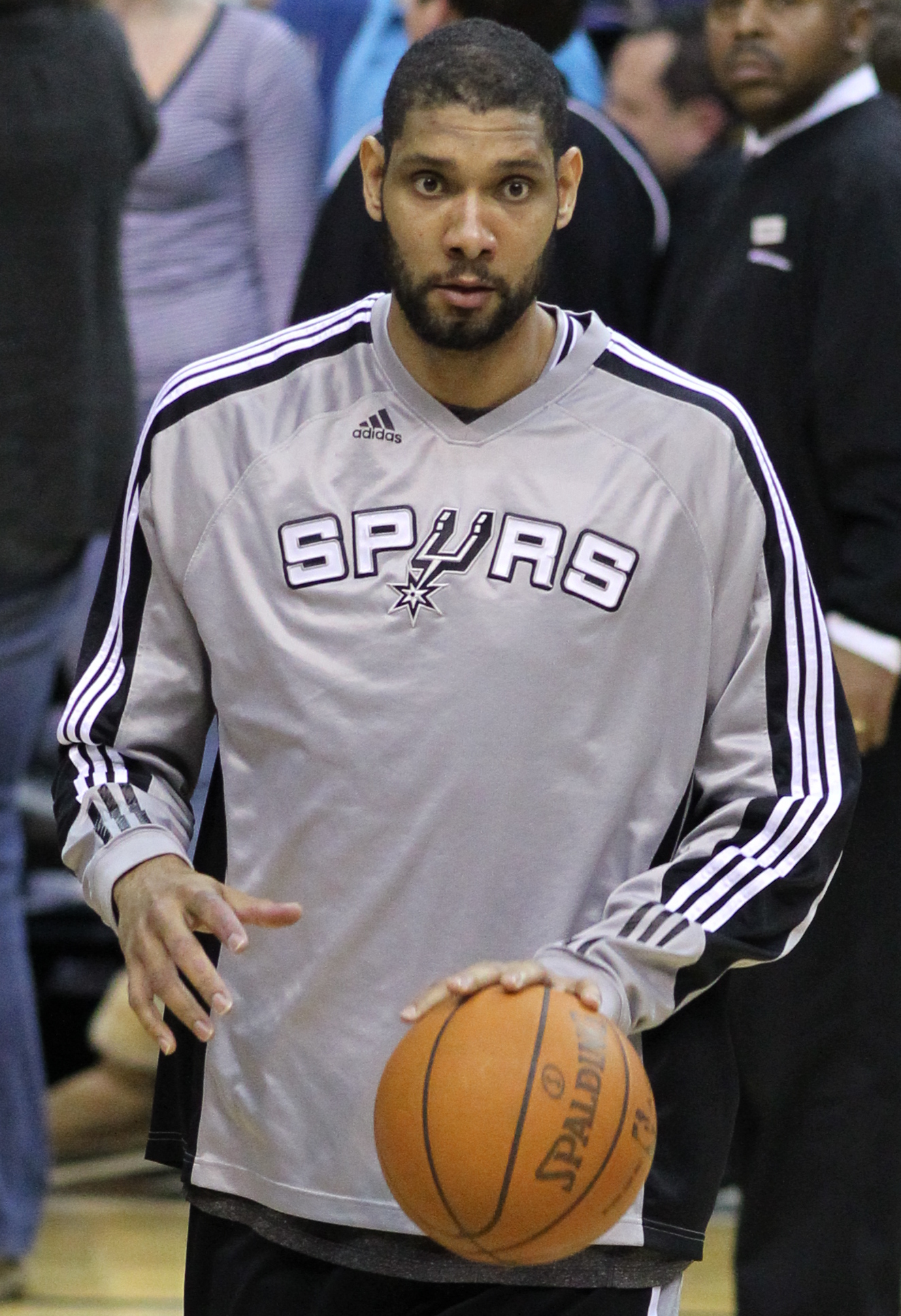
Tim Duncan (1er)

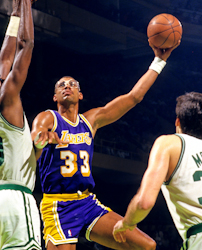
Kareem-Abdul-Jabbar (2e)

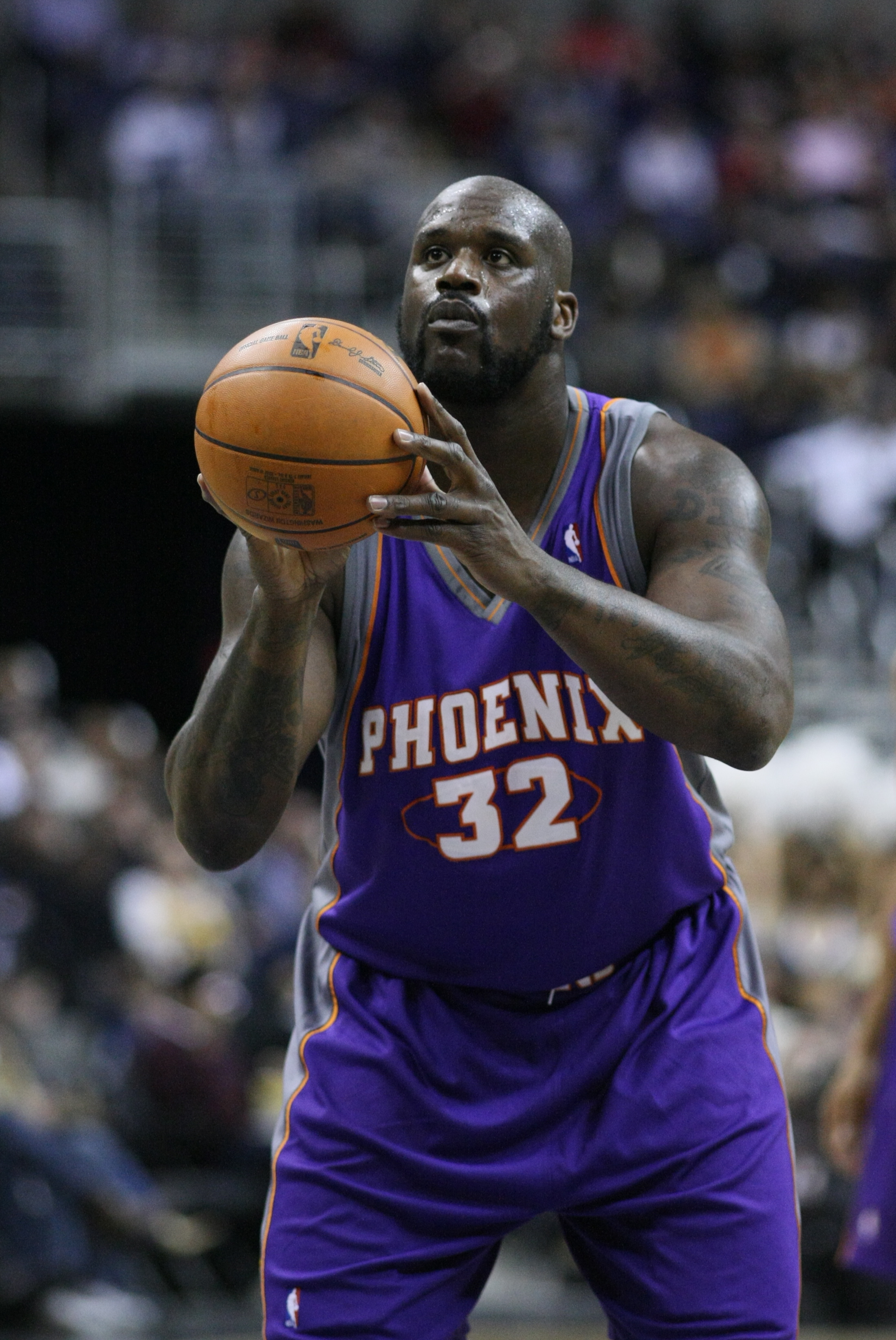
Shaquille O'Neal (4e)

| ^ | Joueur en activité en NBA                                       |
| * | Joueur intronisé au Basketball Hall of Fame                     |
| ° | Joueur ne répondant pas aux critères du Basketball Hall of Fame |

- Mise à jour le 19 mai 2025.

| Rang | Nom                 | Total de Contres | Matchs disputés | Moyenne en carrière | C |
| ---- | ------------------- | ---------------- | --------------- | ------------------- | - |
| 1    | Tim Duncan          | 568              | 251             | 2,26                | * |
| 2    | Kareem Abdul-Jabbar | 476              | 237             | 2,01                | * |
| 3    | Hakeem Olajuwon     | 472              | 145             | 3,26                | * |
| 4    | Shaquille O'Neal    | 459              | 216             | 2,13                | * |
| 5    | David Robinson      | 312              | 123             | 2,54                | * |
| 6    | Robert Parish       | 309              | 184             | 1,68                | * |
| 7    | Patrick Ewing       | 303              | 139             | 2,18                | * |
| 8    | LeBron James        | 284              | 292             | 0,96                | ^ |
| 9    | Serge Ibaka         | 292              | 146             | 2,00                | ° |
| 10   | Kevin McHale        | 281              | 169             | 1,66                | * |
| 11   | Dikembe Mutombo     | 251              | 101             | 2,49                | * |
| 12   | Ben Wallace         | 250              | 130             | 1,92                | * |
| 13   | Dwight Howard       | 248              | 125             | 1,98                | ° |
| 14   | Al Horford          | 243              | 197             | 1,23                | ^ |
| 15   | Julius Erving       | 239              | 141             | 1,70                | * |
| 16   | Pau Gasol           | 233              | 136             | 1,71                | ° |
| 17   | Robert Horry        | 225              | 244             | 0,92                |   |
| 17   | Rasheed Wallace     | 225              | 117             | 1,27                |   |
| 17   | Draymond Green      | 225              | 169             | 1,36                | ^ |
| 20   | Caldwell Jones      | 223              | 119             | 1,87                |   |
| 21   | Elvin Hayes         | 222              | 85              | 2,61                | * |
| 22   | Alonzo Mourning     | 215              | 95              | 2,26                | * |
| 23   | Mark Eaton          | 210              | 74              | 2,84                |   |
| 24   | Kevin Durant        | 204              | 170             | 1,20                | ^ |
| 25   | Kevin Garnett       | 186              | 143             | 1,30                | * |